# Plasmafereză

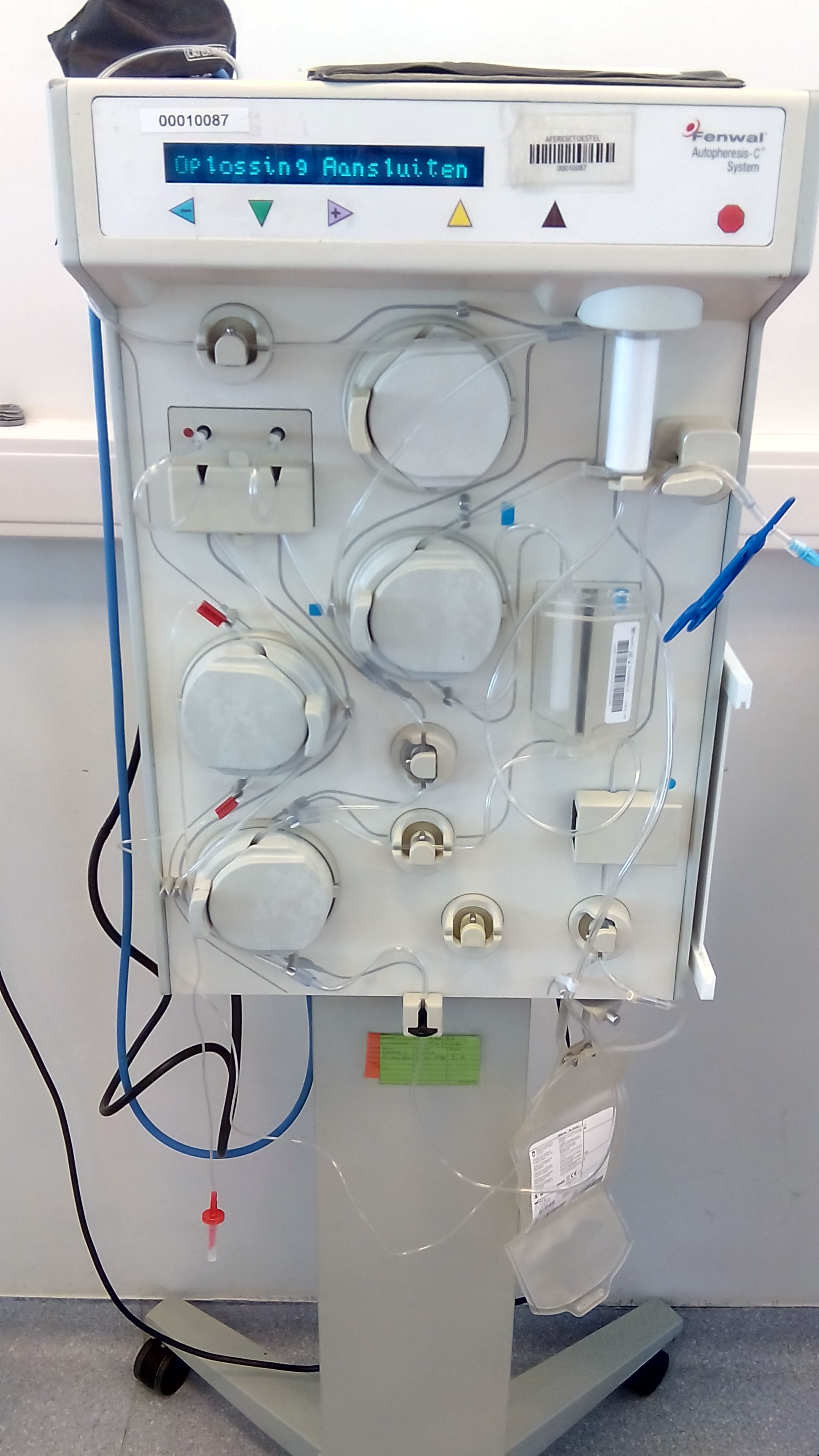
Aparat de plasmafereză

Plasmafereza (din greacă πλισμα, plasma, ceva modelat, și ἀφαίρεσις aphairesis, luând departe) este îndepărtarea, tratamentul și returnarea sau schimbul de plasmă sanguină sau componente ale acesteia din și către circulația sângelui. Prin urmare, este o terapie extracorporală (o procedură medicală efectuată în afara corpului).
Se pot distinge trei tipuri generale de plasmafereză:
- Autologuous, eliminarea plasmei sanguine, tratarea într-un fel, și returnarea acesteia la aceeași persoană, ca o terapie.
- Schimb, eliminarea plasmei sanguine și schimbul acesteia cu produs de sânge care urmează să fie donate destinatarului. Acest tip se numește schimb de plasmă( PE, PLEX, sau PEX) sau terapia schimbului de plasmă( PET). Plasma eliminată este eliminată, iar pacientul primește plasmă de donator de înlocuire, albumină, sau o combinație de albumină și salină (de obicei 70% albumină și 30% salină).
- Donare, eliminarea plasmei sanguine, separarea componentelor sale, și returnarea unora dintre ele la aceeași persoană în timp ce deține altele pentru a deveni produs de sânge donate de donator. Într-o astfel de procedură deplasmă, sângele este eliminat din organism, celulele sanguine și plasma sunt separate, iar celulele sanguine sunt returnate în timp ce plasma este colectată și înghețată pentru a o păstra pentru o eventuală utilizare ca plasmă proaspătă congelată sau ca ingredient în fabricarea unei varietăți de medicamente.[1]

Plasmafereza tipurilor autologe și de schimb este utilizată pentru a trata o varietate de tulburări, inclusiv cele ale sistemului imunitar, cum ar fi sindromul Goodpasture, sindromul Guillain-Barré, lupus, miastenia gravis,  și purpura trombotică trombocitopenică.

## Utilizări medicale
În timpul plasmaferezei, sânge (care constă din celule sanguine și un lichid limpede numit plasmă) este inițial scos din organism printr-un ac sau implantat anterior cateter. Plasma este apoi eliminată din sânge printr-un separator de celule. Trei proceduri sunt utilizate în mod obișnuit pentru separat plasma din celulele sanguine, fiecare metodă având propriile avantaje și dezavantaje:
- Flux discontinuu centrifugare: Este necesară o linie de cateter venos. De obicei, un lot de 300 ml de sânge este îndepărtat la un moment dat și centrifugat pentru a separa plasma de celulele sanguine.
- Centrifugare a fluxului continuu: Se folosesc două linii venoase. Această metodă necesită un volum de sânge puțin mai mic din organism în orice moment, deoarece este capabil să se rotească continuu în plasmă.
- Plasma filtrare: Se folosesc două linii venoase. Plasma este filtrată cu ajutorul echipamentului standard hemodializă. Acest proces continuu necesită ca mai puțin de 100 ml de sânge să fie în afara corpului la un moment dat.

După separarea plasmei, celulele sanguine sunt returnate persoanei care urmează un tratament, în timp ce plasma, care conține anticorpi, este mai întâi tratată și apoi returnată pacientului în plasmafereza tradițională. Rareori, alte fluide de înlocuire, ar fi hidroxietil amidon, pot fi utilizate la persoanele care se opun transfuziei de sânge, dar acestea sunt rareori utilizate din cauza efectelor secundare severe. În timpul procedurii se administrează medicamente pentru a împiedica coagularea sângelui (un anticoagulant în timpul procedurii.
Plasmafereza este utilizată ca terapie în special boalăs. Este un tratament mai puțin frecvente în Statele Unite, dar este mai frecvente în Europa și în special Japonia.
O utilizare importantă a plasmaferezei este în terapia tulburării autoimune în cazul în care îndepărtarea rapidă a bolii care cauzează autoanticorpi din circulație este necesară în plus față de alte terapii medicale. Este important să rețineți că terapia de schimb de plasmă în sine este utilă pentru a tempera procesul bolii, în timp ce simultan medical și terapie imunosupresoare este necesar pentru gestionarea pe termen lung. Schimbul de plasmă oferă cel mai rapid răspuns pe termen scurt la eliminarea autoanticorpilor nocivi; cu toate acestea, producția de autoanticorpi de către sistemul imunitar trebuie, de asemenea, suprimată, de obicei prin utilizarea unor medicamente precum ciclofosfamidă, ciclosporină, micofenolat mofetil, prednison, rituximab, rituximab, sau un amestec al acestora.
Alte utilizări sunt eliminarea sângelui proteine în cazul în care acestea sunt prea abundente și cauza sindromul de hipervâscozitate.

### Exemple de boli care pot fi tratate cu plasmafereză
- Encefalomielită acută diseminată (ADEM)
- Sindromul anticorpilor antifosfolipidici (APS sau APLS)
- Sindromul Behcet
- Polineuropatie inflamatorie cronică demielinizantă
- Sindromul Goodpasture
- Granulomatoza cu poliangiită
- Boala Basedow-Graves la sugari și nou-născuți
- Sindromul Guillain-Barré
- sindromul HELLP
- HIV-legate de neuropatie[6]
- Sindromul hipervescozitates:
  - Crioglobulinemie
  - Paraproteinemie
  - Macroglobulinemia Waldenström
- Fibroză pulmonară idiopatică
- Sindromul Lambert-Eaton
- Poliangiită microscopică
- Sindromul Miller Fisher[7]
- Scleroză multiplă
- Miastenia gravis
- Neuromielită optica
- Sindromul Opsoclonus myoclonus
- Sindromul PANDAS
- Pemphigus vulgaris
- Glomeruloscleroza focală și segmentară recurentă în rinichiul transplantat
- Boala Refsum
- Rabdomioliză
- Scleroză sistemică (sclerodermie)[8]
- Purpura trombotică trombocitopenică (TTP) / sindromul uremic hemolitic
- Necroliza epidermică toxică (TEN)
- Mielita transversală

### Complicații ale terapiei plasmaferezei
Deși plasmafereza este de ajutor în anumite condiții medicale, ca orice altă terapie, există riscuri potențiale și complicații. Inserarea unui cateter intravenos destul de mare poate duce la sângerare, puncție pulmonară (în funcție de locul introducerii cateterului) și, dacă cateterul este lăsat prea mult timp, se poate infecta.
În afară de plasarea cateterului, procedura în sine are complicații. Când sângele pacientului este în afara corpului care trece prin aparatul de plasmafereză, sângele are tendința de a coagula. Pentru a reduce această tendință, într-un protocol comun, citrat de sodiu este perfuzat în timp ce sângele curge prin circuit. Citratul se leagă de calciu în sânge, calciul fiind esențial pentru coagularea sângelui. Citratul este foarte eficient în prevenirea coagulării sângelui; cu toate acestea, utilizarea sa poate duce la niveluri de calciu care pun viața în pericol scăzut. Acest lucru poate fi detectat folosind semnul lui Chvostek sau  Semnul lui Trousseau. Pentru a preveni această complicație, calciul este perfuzat intravenos în timp ce pacientul este supus plasmaferezei; în plus, suplimentarea cu calciu pe cale orală poate fi, de asemenea, administrat.
Alte complicatii includ:
- Sângerare sau hematom de la plasarea acului
- Hipotensiune
- Expunerea potențială la produse din sânge, cu risc de reacție transfuzie sau transfuzie boli transmise
- Suprimarea pacientului sistemul imunitar

## Procedura de donare

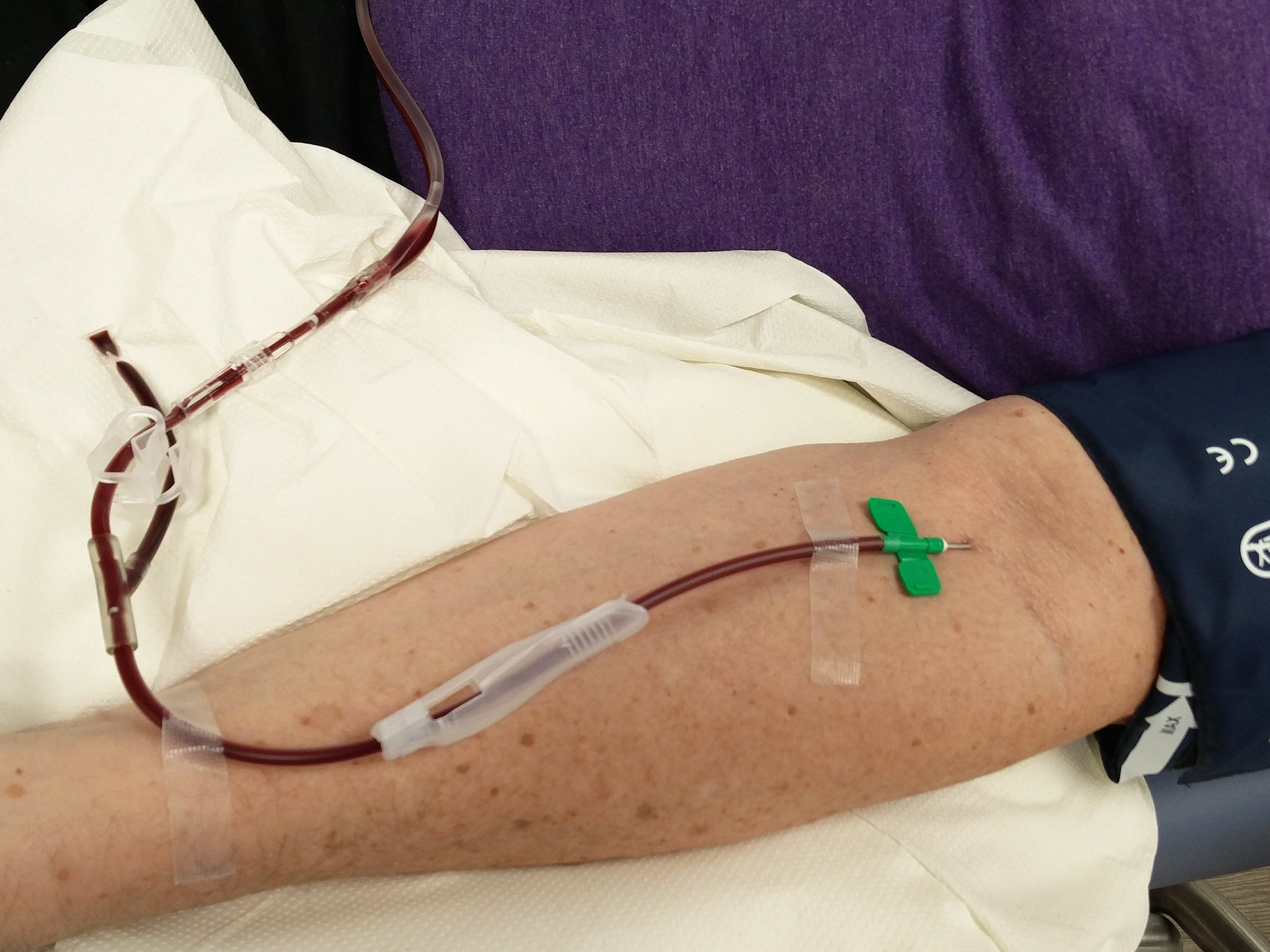
Donarea de plasmă utilizează două linii - un singur ac se conectează la o linie care se împarte într-o linie de ieșire și o linie de retur. De asemenea, se poate observa un impuls care este utilizat pentru colectarea probelor de sânge integral.

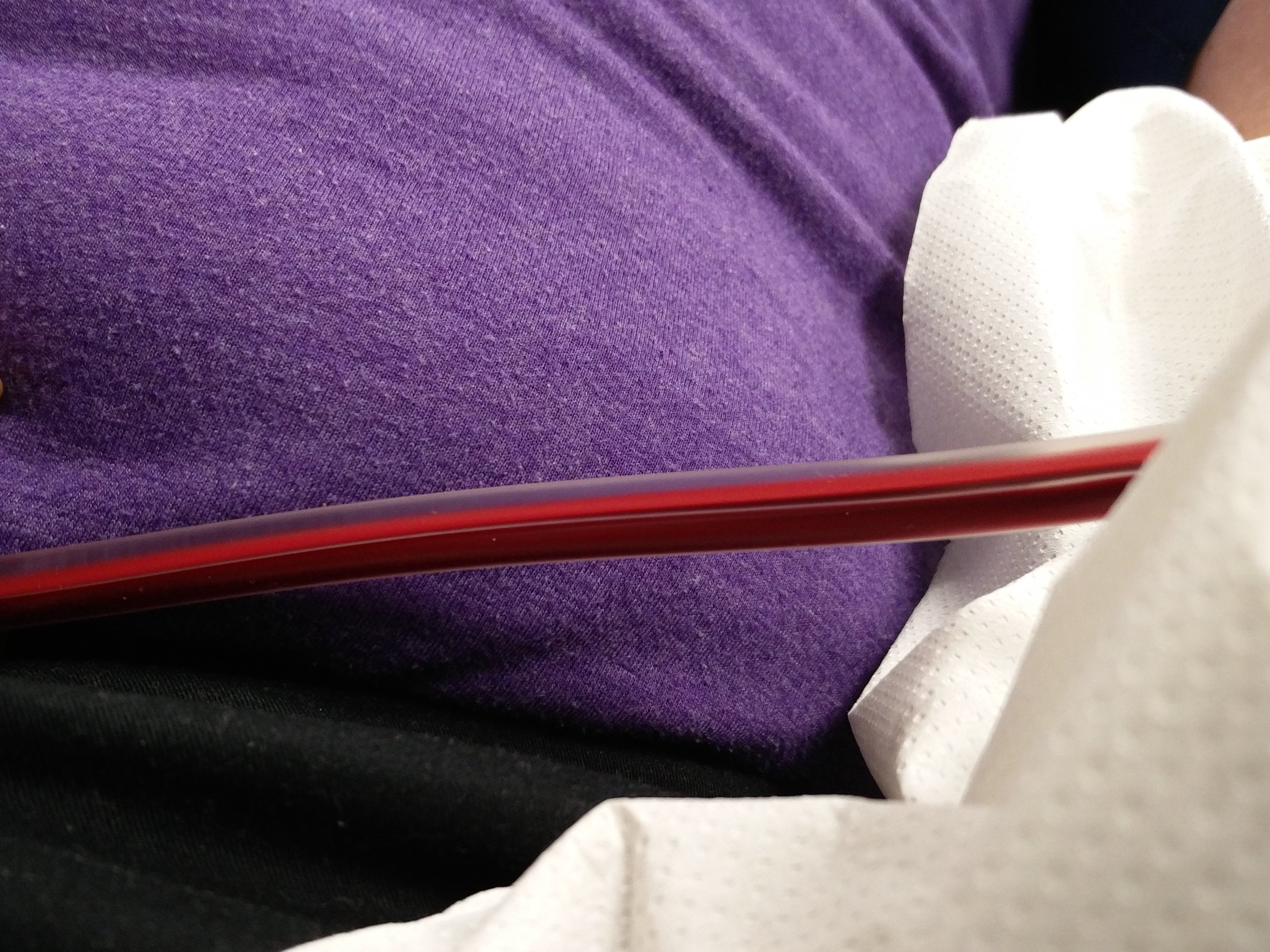
Detaliul arată procesul pe măsură ce linia de retur se umple pentru prima dată.

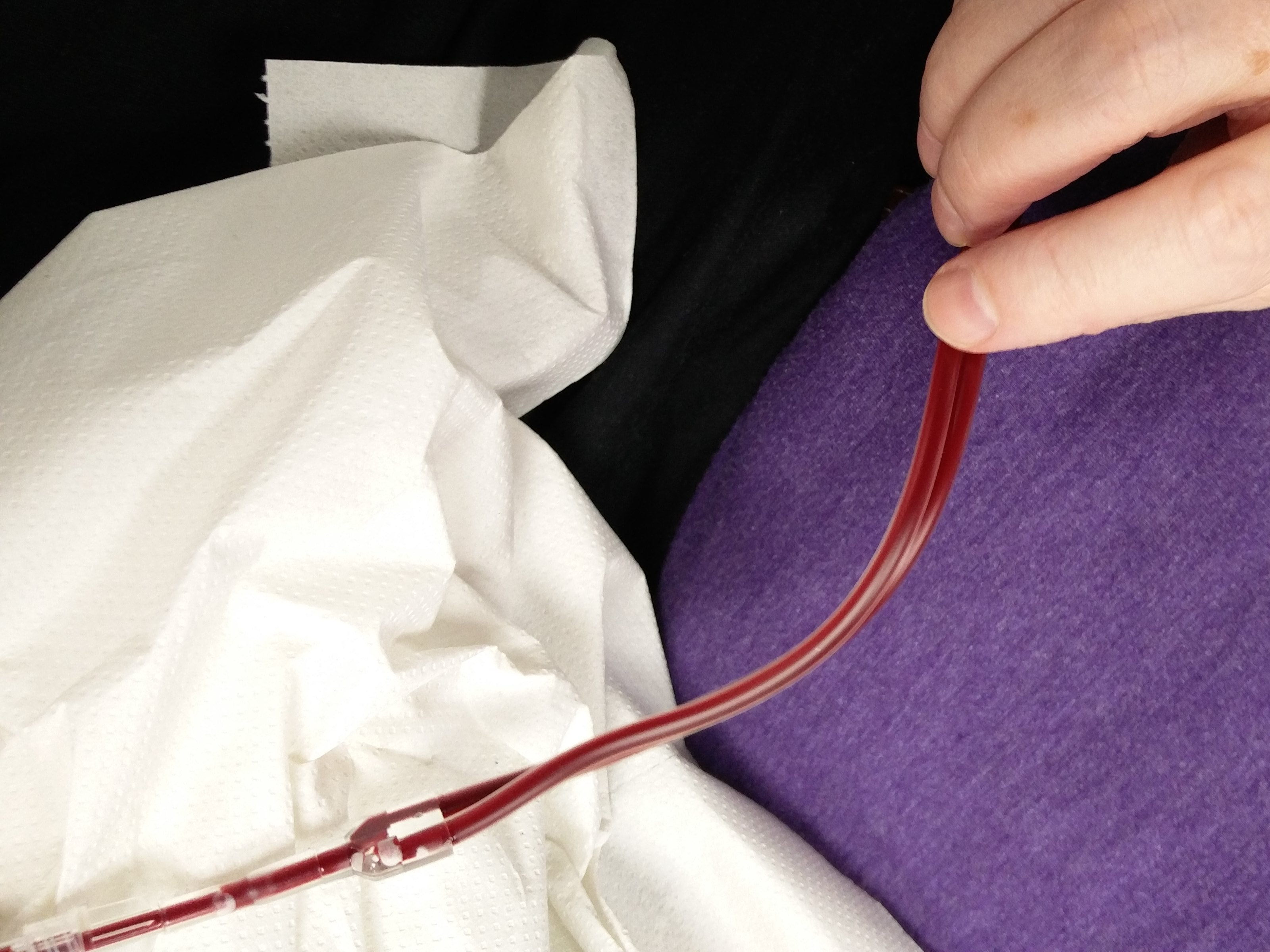
Detaliul arată procesul când linia de retur este plină.

Donarea de plasmă este similară în multe feluri cu donare de sânge, deși produsul final este utilizat în scopuri diferite. Cea mai mare parte a plasmaferezei este pentru fracționare în alte produse; alte donații de sânge sunt transfuzate cu modificări relativ minore. Plasma colectată exclusiv pentru fabricarea ulterioară se numește Plasmă Sursă.
Donatorii de plasmă sunt supuși unui proces de screening pentru a asigura atât siguranța donatorului, cât și siguranța produsului colectat. Factorii monitorizați includ tensiunea arterială, puls, temperatura, proteina totală, electroforeza proteinelor, screeningul istoricului de sănătate similar cu cel pentru donarea de sânge, precum și un examen fizic anual cu un medic licențiat sau un medic înlocuitor autorizat sub supravegherea medicului. Donatorii sunt verificați la fiecare donare pentru boli virale care pot fi transmise prin sânge, uneori prin mai multe metode. De exemplu, donațiile sunt testate pentru HIV de ELISA, ceea ce arată dacă au fost expuse bolii, precum și prin metode de acid nucleic (PCR sau similare) pentru a exclude infecțiile recente pe care testul ELISA le-ar putea rata și sunt, de asemenea, testate pentru hepatita B și hepatita C. Standardele industriale necesită cel puțin două seturi de rezultate negative ale testelor înainte ca plasma colectată să fie utilizată pentru produsele injectabile.  Plasma este, de asemenea, tratată în procesul de prelucrare de mai multe ori pentru a inactiva orice virus care a fost nedetectat în timpul procesului de screening.
În câteva țări, plasma (cum ar fi sângele) este donată de voluntari neplătiți. În altele, inclusiv Statele Unite, Austria, Germania și unele facilități canadiene donatorii de plasmă sunt plătiți pentru donațiile lor. Standardele pentru donarea plasmei sunt stabilite de agențiile naționale de reglementare, cum ar fi U.S. Food and Drug Administration (FDA] (FDA] Uniunea Europeană, precum și de către o organizație profesională, Asociația terapeutică pentru proteine plasmatice (sau PPTA); care auditează și acreditează facilitățile de colectare. PpTA este, de asemenea, menținut de PPTA pentru a fi utilizat în vederea respectării rezultatelor testelor [[virus|viral] anticorp anticorp anticorpi din donarea în orice instalație.
Aproape toată plasmafereza în SUA se efectuează prin metode automate. În unele cazuri, plasmafereza automată este utilizată pentru colectarea produselor plasmatice, cum ar fi plasma proaspătă congelată în scopuri de transfuzie directă, adesea în același timp cu trombociteza. Aceste proceduri sunt efectuate la facilități precum centre de sânge comunitare.
Deoarece revenirea celulelor roșii determină organismul să înlocuiască plasma mai rapid, un donator poate furniza până la un litru de plasmă la un moment dat și poate dona cu doar câteva zile între donații, spre deosebire de amânarea de 56 de zile pentru donarea de sânge integral. Numărul permis de donații variază foarte mult de la o țară la alta, dar, în general, nu depășește două donații, fiecare la fel de mult ca un litru (o treime din volumul total de plasmă), pe o perioadă de șapte zile. Dacă o cantitate semnificativă de celule roșii din sânge nu poate fi returnată, donatorul nu poate dona timp de 56 de zile, la fel ca și ar fi donat o unitate de sânge. În funcție de sistemul de colectare și de operație, plasma eliminată poate fi înlocuită cu soluție salină. Organismul înlocuiește de obicei volumul colectat în termen de 24 de ore, și donatorii de obicei pot dona până la de două ori pe săptămână, deși acest lucru variază în funcție de țară.
Plasma colectată este congelată prompt la o cantitate mai mică de -20 °C (-4 °F) și este de obicei expediată la o instalație de prelucrare pentru fracționare. Acest proces separă plasma colectată în componente specifice, cum ar fi albumină și imunoglobulină, dintre care majoritatea sunt transformate în medicamente pentru uz uman. Uneori, plasma este decongelată și transfuzată ca plasmă proaspătă congelată (FFP), la fel ca plasma dintr-o donare normală de sânge.
Metoda manuală
Pentru metoda manuală, aproximativ la fel ca o donare de sânge plasma este colectată de la donator. Sângele colectat este apoi separat de mașini de centrifugare în camere separate, plasma este presată din setul de colectare într-un recipient satelit, iar celulele roșii din sânge sunt returnate donatorului.
Pericolul prin această metodă a fost că, dacă celulele roșii greșite din sânge au fost returnate donatorului, ar putea apărea o reacție transfuzie gravă și potențial letală. Solicitarea donatorilor de a-și recita numele și numerele de identificare pe pungile returnate de celule roșii a minimizat acest risc. Această procedură a devenit în mare măsură învechitîtă în favoarea metodei automatizate.
Metoda automatizată
Metoda automatizată utilizează un proces foarte similar. Diferența este că colectarea, separarea și returnarea sunt toate efectuate în interiorul unei mașini conectate la donator printr-un ac în braț, de obicei în venă antecubitală. Nu există nici un risc de a primi celule roșii greșite. Dispozitivele utilizate sunt foarte asemănătoare cu dispozitivele utilizate pentru plasmafereza terapeutică, iar potențialul de toxicitate a citratului este similar. Riscurile potențiale sunt explicate potențialilor donatori la prima donare, iar majoritatea donatorilor tolerează bine procedura. În Regatul Unit, în 2020, se solicită donarea de plasmă de la voluntari care și-au revenit de la COVID-19. Procesul ia 560 ml (două unități) de plasmă în cinci sau șase cicluri consecutive de aproximativ 100 ml pe ciclu pe o perioadă de aproximativ o oră.
Anticorpi
Donatorii sunt uneori imunizați împotriva unor agenți precum tetanos sau hepatita B, astfel încât plasma lor să conțină anticorpi împotriva toxinei sau bolii.  La alți donatori, o unitate de sânge incompatibilă intenționat este transfuzată pentru a produce anticorpi la antigenii de pe celulele roșii.  Plasma colectată conține apoi aceste componente, care sunt utilizate în fabricarea medicamentelor. Donatorii care sunt deja bolnavi pot avea plasma colectate pentru a fi utilizate ca un control pozitiv pentru teste de laborator.

## Istorie

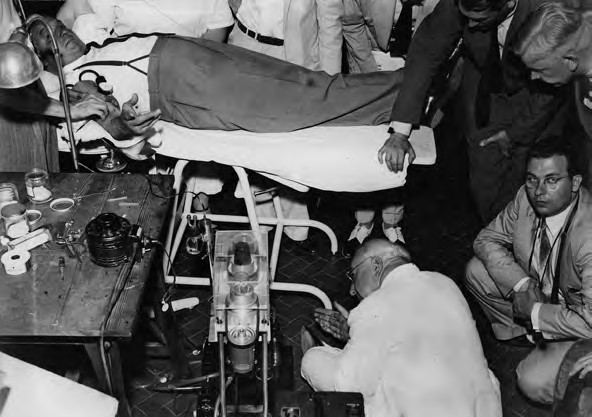
Edwin J. Cohn & Josep Antoni Grífols Lucas la cel de-al 4-lea Congres Internațional de Transfuzie Sanguină, Lisabona, 1951.

Plasmafereza a fost descrisă inițial de John Abel și Leonard Rowntree de la Spitalul Johns Hopkins în 1913. Acesta a fost dezvoltatăă de dr. Josep Antoni Grífols Lucas în 1950 și 1951. Grífols a descoperit că plasmafereza a permis donatorilor să doneze mai frecvent fără a le compromităă sănătatea, iar acest lucru a făcut posibil răspunsul mai eficient la cererea de plasmă. Grífols a încercat tehnica pe el însuși și, odată ce a confirmat că tehnica este inofensivă, a practicat-o pe donatori voluntari și a perfecționat-o treptat. El a prezentat rezultatele muncii sale în 1951 la cel de-al patrulea Congres Internațional de Transfuzie Sanguină de la Lisabona, iar în 1952 le-a publicat în British Medical Journal. Michael Rubinstein a fost primul care a folosit plasmafereza pentru a trata o tulburare legată de imunitate atunci când "a salvat viața unui băiat adolescent cu trombotic trombocitopenic purpura (TTP) la ... Spitalul Cedars of Lebanon din Los Angeles în 1959". Procesul modern de plasmafereză în sine își are originea în "[S.U.A.] Institutul Național al Cancerului între 1963 și 1968, [unde] anchetatorii s-au bazat pe o tehnologie veche de separare a cremelor de lapte folosită pentru prima dată în 1878 și rafinată cu centrifuga de Edwin Cohn și comercializată în 1953."